# Аль-Хусейн I ибн Али
Аль-Хусейн I ибн Али (араб. حسين بن علي التركي‎; 1669, Эль-Кеф — 13 сентября 1740, Кайруан, Кайруан) — первый бей Эялета Тунис (1705−1735) из династии Хусейнидов, основателем которой и является.

## Биография
Хусейн был кулугли: его отец, Али ат-Тюрки, был турком с Крита, а мать — туниской. Хабиб Бургиба назвал Хусейнидов «греками».
После смерти бея Мурада II из династии Мурадидов началась гражданская война между его сыновьями и закончилась она убийством Мурада III, внука Мурада II и сына Али-бея, в 1702 году агой Ибрагимом аш-Шарифом, который провозгласил себя новым беем, а султан Османской империи даровал ему титул паши.
Но в 1705 году Ибрагим потерпел поражение в бою под Эль-Кефом с алжирцами и был взят в плен. Ага спахиев Хусейн ибн Али взял под свой контроль турецкую армию в Тунисе и возглавил его оборону. Он смог заручиться поддержкой янычар благодаря тому, что один из его родственников был провозглашён стамбульским диваном 12 июля 1705 года он провозгласил себя беем Туниса. Окружение нового бея в основном состояло из мамлюков, а его первым советником был француз из Тулона.
В 1710 году он провозгласил свою власть наследственной, хотя ещё признавал верховенство османского султана.

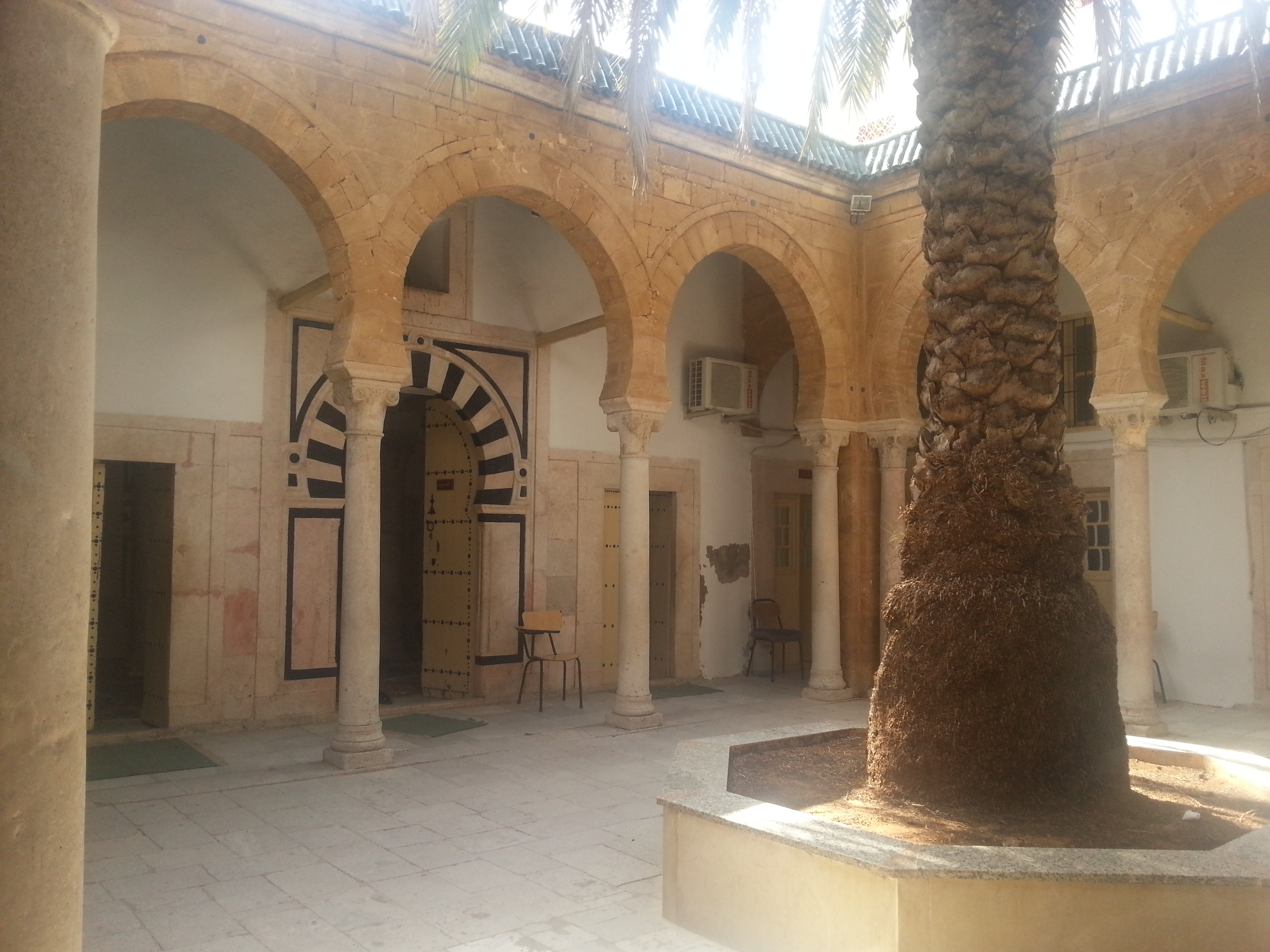
Медресе Эннахла

Он начал объединение Туниса, убив Ибрагима аш-Шарифа в Гар Эль-Мелхе и используя ислам для объединения многочисленных этнических групп. Он строил религиозные здания, в том числе и образовательные заведения (медресе): Медресе Красильщиков и аль-Хусейния в Тунисе, мечеть в Бардо и другие медресе (Кайруан, Сфакс, Сус, Нефта). В 1726 году он приказал построить мечеть Эль-Джедид в Тунисе. Также им была возведена крепостная сена вокруг Кайруана.
В годы правления Хусейна Тунис пережил эпоху экономического процветания, чему поспособствовало заключение выгодных торговых сделок с европейскими государствами. Мухаммад Сагира так описывал тогдашний Тунис: «дороги стали безопасными, и страна процветает… виллы и сады снова заселились, в загородных местностях построено бесчисленное множество дворцов, чего не было в предшествующие эпохи».

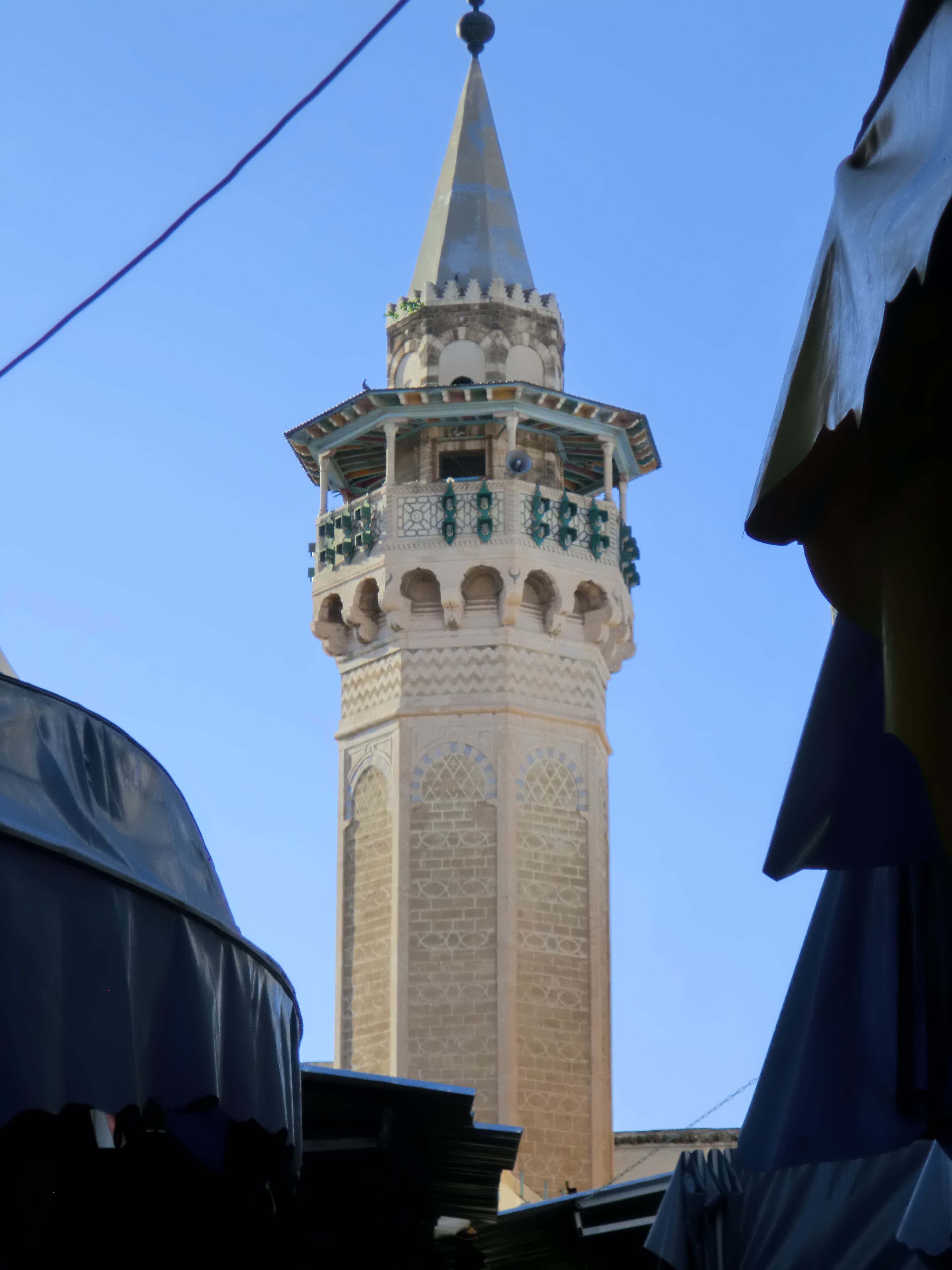
Мечеть Эль-Джедид

Наследниками бея могли стать его сыновья, Мухаммад и Али, но его племянник, Али-паша, сын Мухаммада, брата Хусейна, замышлявший заговор против бея и поэтому находившийся под наблюдением, смог бежать и поднять восстание при помощи местных племён Туниса и дея Алжира. Последний вторгся в Тунис и победил Хусейна в битве при Сминдже 4 сентября 1735 года. Бей бежал в Сус, а его войска в Тунисе капитулировали. Хусейн был обезглавлен 13 сентября 1740 года.